# Bitwa o Phước Bình
Bitwa o Phước Bình (także bitwa o Phước Long) – starcie zbrojne, które miało miejsce między 12 grudnia 1974 a 6 stycznia 1975, w trakcie wojny wietnamskiej.
W połowie grudnia 1974 r. dywizje północnowietnamskie objęły kurs na Phước Bình w Wietnamie Południowym (w ówczesnej prowincji Phước Long). W mieście stacjonowało 3000 żołnierzy południowowietnamskich. Wojska z północy przygotowały się do ataku na miasto, odcinając wszystkie drogi prowadzące do niego oraz zajmując pozostałe miejscowości w prowincji. 1 stycznia 1975 r. rozpoczął się atak na miasto poprzedzony ostrzałem artyleryjskim. Wojska północnowietnamskie (9000 ludzi wspieranych przez czołgi T-54) zaatakowały o świcie od południa. Atak został jednak odparty po całym dniu walk. Sukcesem komunistów było jednak zajęcie wzgórza Bà Rá będącego ważnym punktem strategicznym dla obrońców. Stąd mogli oni ostrzeliwać miasto działami 130 mm, eliminując artylerię przeciwnika.
Kolejne dwa dni upłynęły na ciężkich walkach o miasto, w których atakujący stracili 15 czołgów. Miasto na skutek ciężkiego ostrzału powoli zamieniało się w rumowisko. 5 stycznia do miasta przedostało się 120 komandosów wysłanych z kwatery głównej w Biên Hòa. Do wieczora połowa z nich straciła życie lub została ranna. Następnego dnia komuniści wznowili ataki wysyłając do walki nowe oddziały. Atak zmusił w końcu obrońców do odwrotu – pod osłoną nocy wycofali się oni do dżungli.
W walkach o Phước Bình armia Wietnamu Południowego poniosła olbrzymie straty – ocalało zaledwie 860 żołnierzy, stracono 2 samoloty C-130 Herkules. Utrata miasta wywołała przygnębienie wśród zwolenników Wietnamu Południowego.